# Синеголовая щурка
Синеголо́вая щу́рка (лат. Merops muelleri) — вид птиц из семейства щурковые. Подвидов не выделяют. Ранее выделяли два подвида: Merops muelleri mentalis (Cabanis, 1889) и Merops muelleri muelleri (Cassin, 1857). Первый был выделен в отдельный вид.

## Описание

### Внешний вид
Длина тела птицы около 19 см. Масса тела составляет 20-30 грамм. Окраска птицы преимущественно синяя. Крылья бурого цвета. Клюв чёрный, как и область около глаз и клюва. Половой диморфизм отсутствует.

### Голос
Синеголовая щурка довольно молчаливая птица. Звуки, которые она издаёт, разнообразные и чёткие, хорошо различимы сло́ги.

## Распространение
Синеголовая щурка обитает в Африке на территории Камеруна, Габона, Демократической Республики Конго и Кении.

## Питание
Синеголовая щурка является насекомоядной птицей. В её рацион входят: пчёлы, осы, стрекозы, кузнечики, муравьи, термиты и другие насекомые.